# Délková textilie
Délkové textilie jsou textilní útvary, u kterých je jeden z vzájemně souměřitelných rozměrů řádově větší než dva zbývající (šířka, výška, příp. průřez).

## Použití výrazu délková textilie
- Výraz vyjadřuje tvar konkrétního materiálu nebo výrobku.
- V některých českých odborných textech se pojem délkové textilie používá jako souhrnné označení pro všechny druhy vláken a přízí. Délkové výrobky z příze (např. pletence, motouzy, šňůry, lana) se však do tohoto souhrnu nezařazují, ačkoliv svými vlastnostmi plně odpovídají shora uvedené definici.[2]
- V cizojazyčné odborné literatuře se výraz délkové textilie jako souhrnné označení nevyskytuje.

## Některé základní pojmy délkových textilií
Základní délkovou textilií je vlákno – jemný, pružný a pevný útvar protáhlého tvaru omezené délky, látkově homogenní. Na vlastnostech a druhu vláken závisí i vlastnosti délkových textilií (délka, jemnost, pevnost, charakter, povrch) z nich vyrobených.
Staplová příze je délková textilie vyrobená z přirozené nebo dělené délky, tzn. ze spřádaných vláken, která jsou zpevněná zákrutem tak, že při přetržení dochází k oddělení všech jednotlivých vláken.
Příze může být jednoduchá, skaná, efektní, objemovaná apod.
Hedvábí je délková textilie (téměř) neomezené délky, označení se má používat jen pro přírodní hedvábí
Monofil je příze z jednoho nekonečného chemického vlákna.
Multifil je příze z více nekonečných vláken. Může být hladký nebo tvarovaný.
Pásek je délková textilie neomezené délky, zpravidla s obdélníkovým průřezem.
Kabílek je svazek nekonečných chemických vláken o celkové jemnosti 200–1000 tex.
Nit je souhrnný název pro staplové příze, hedvábí, monofil, multifil, příze z pásku apod., který se používá pro vyjádření vnějšího tvaru výrobku.